# 다카야마 가오루
다카야마 가오루(일본어: 高山 薫, 1988년 7월 8일 ~ )는 일본의 축구 선수이다. 현재 타이완 풋볼 프리미어리그의 타이중 푸투로 FC에서 뛰고 있다.

## 구단 경력
그는 2011년부터 2022년까지 J리그의 쇼난 벨마레, 가시와 레이솔, 쇼난 벨마레, 오이타 트리니타, SC 사가미하라에서 활동하였다.